# Diphascon humicus
Diphascon humicus är en djurart som tillhör fylumet trögkrypare, och som beskrevs av Bertolani, Guidetti och Rebecchi 1993. Diphascon humicus ingår i släktet Diphascon och familjen Hypsibiidae. Inga underarter finns listade i Catalogue of Life.